# Renée Carpentier-Wintz
Renée Carpentier-Wintz dite Renée Besson, née le 29 mai 1913 à Amiens et morte à Paris 14e, décès paraissant remonter entre le 8 août 2003 et le 9 août 2003, est une peintre française.

## Biographie
Renée Carpentier-Wintz est une artiste active pendant la deuxième moitié du XXe siècle, et est célèbre pour ses paysages de Bretagne et pour ses marines. L'artiste était Officier des Arts et des Lettres, et lauréate de plusieurs prix artistiques - dont le prix Brizard en 1939 et une mention d'honneur au Salon de la Marine.
Le mari de Renée Carpentier-Wintz est le peintre Raymond Wintz. Son frère Zacharie Carpentier (1884-1963) est un architecte qui fut chevalier de la Légion d'Honneur, enterré au cimetière du Montparnasse (division 6) avec son beau-frère.

## Œuvre
- Ar-Vor (Notice no M09150101311, sur la plateforme ouverte du patrimoine, base Joconde, ministère français de la Culture)